# Strada provinciale 42 dei Due Mari
La strada provinciale 42 dei Due Mari (SP 42) è una strada di rilevanza regionale che scorre nella città metropolitana di Sassari e che collega la città di Alghero con Porto Torres attraversando buona parte della Nurra. Il nome deriva dal fatto che la strada congiunge la rada di Alghero, nel mar di Sardegna con il golfo dell'Asinara. La rilevanza che riveste tale arteria deriva dal fatto che collega le porte d'ingresso del nord-ovest sardo: l'aeroporto di Alghero-Fertilia e il porto della cittadina turritana. Costituisce inoltre il terzo asse di collegamento del triangolo Sassari-Alghero-Porto Torres.

## Tracciato
La strada ha inizio da una delle uscite nord di Alghero, in località Maria Pia; procede poi verso nord-est dove incrocia la Nuova Strada Anas 85 - del Calich, meglio conosciuta come variante de Lu Fangal, e il bivio per la zona artigianale Ungias-Galanté e Mamuntanas. Procede poi fino a raggiungere lo svincolo che porta nella borgata algherese di Sa Segada, costeggia la necropoli di Anghelu Ruju e attraversa i vigneti della Sella&Mosca. Dopo lo svincolo per la Zona Industriale San Marco interseca la strada statale 291 della Nurra in una rotatoria, che fino al 2005 era un semplice incrocio a raso tristemente conosciuto come Quadrivio della morte per via di numerosi incidenti che ebbero tragici epiloghi. Da qui l'arteria si dirige verso l'incrocio per il lago di Baratz, quelli per l'Argentiera, La Corte e Campanedda (tutte frazioni di Sassari), e infine giunge presso Porto Torres nella rotatoria che interseca la strada provinciale 34, che da una parte si dirige verso Stintino, e dall'altra verso la zona industriale, il centro della cittadina turritana e la strada statale 131 Carlo Felice.

## Progetti futuri
La quantità di traffico sempre maggiore a cui questa strada è soggetta ne ha messo in evidenza le carenze in termini di scorrevolezza e sicurezza. Il fatto più eclatante era fino a pochi anni fa la presenza di un incrocio a raso con un'altra importante e trafficata arteria, la strada statale 291 della Nurra. Lavorando in questo senso la città metropolitana di Sassari ha completato la realizzazione di una rotatoria in tale intersezione e ha previsto il rinnovamento dell'intera arteria, con l'eliminazione di tutti gli incroci a raso con la contestuale realizzazione di rotatorie, e l'allargamento della carreggiata (sullo stile della variante del Calich) per rendere più fluido e sicuro il traffico, vista la quantità di mezzi pesanti che vi trafficano.